# Урмантау
Урмантау (баш. Урмантау) — село в Салаватском районе Башкортостана, входит в состав Таймеевского сельсовета.

## История
До 2008 года село являлось административным центром Урмантауского сельсовета.

## Население
| 2002 | 2009 | 2010 |
| ---- | ---- | ---- |
| 483  | ↘452 | ↘357 |

Национальный состав
Согласно переписи 2002 года, преобладающие национальности — башкиры (45 %), русские (31 %).

## Географическое положение
Находится на левом берегу реки Юрюзани.
Расстояние до:
- районного центра (Малояз): 61 км,
- центра сельсовета (Таймеево): 10 км,
- ближайшей ж/д станции (Кропачёво): 90 км.

## Транспорт
Конечный пункт Юрюзанской узкоколейной железной дороги (с 1949), присоединённой со временем к Яман-Елгинской узкоколейной ж.д., ныне недействующей.